# Comuna Matulji, Primorje-Gorski kotar
Matulji este o comună în cantonul Primorje-Gorski kotar, Croația, având o populație de 11.246 de locuitori (2011).

## Demografie
Componența etnică a comunei Matulji
     Croați (90,87%)
     Sloveni (2,21%)
     Sârbi (1,96%)
     Necunoscut (1,04%)
     Neclasificat (3,22%)
Componența confesională a comunei Matulji
     Catolici (85,58%)
     Fără religie și atei (5,11%)
     Ortodocși (2,53%)
     Agnostici și sceptici (1,32%)
     Musulmani (1,28%)
     Necunoscută (3,35%)
     Alte religii (0,82%)
Conform recensământului din 2011, comuna Matulji avea 11.246 de locuitori. Din punct de vedere etnic, majoritatea locuitorilor (90,87%) erau croați, existând și minorități de sloveni (2,21%) și sârbi (1,96%). Apartenența etnică nu este cunoscută în cazul a 1,04% din locuitori. Din punct de vedere confesional, majoritatea locuitorilor (85,58%) erau catolici, existând și minorități de persoane fără religie și atei (5,11%), ortodocși (2,53%), agnostici și sceptici (1,32%) și musulmani (1,28%). Pentru 3,35% din locuitori nu este cunoscută apartenența confesională.